# 高雄燈會藝術節
高雄燈會藝術節（英語：Kaohsiung Lantern Festival）由高雄市政府主辦，於元宵節期間舉行大型燈會活動。1998年為迎接國際海洋年及配合愛河整治計畫，官方首次於元宵節舉辦大型燈會，在此之前的元宵節，僅有文化中心的晚會活動為官方所舉辦。2001年原「臺北燈會」移師高雄市愛河舉辦，作為第一次在首都臺北市以外的地方舉辦全國性燈會的地點之後，愛河畔的「高雄燈會」便成為了傳統。2008年，高雄燈會主場域由愛河延伸至高雄港，高雄燈會海上煙火更成為全世界獨一無二結合「陸、海、空」三種方式欣賞的「4D」煙火秀。高雄燈會活動通常為期半個月，便成為全臺最久的燈會。自縣市合併後，2011年起燈區範圍更延伸至岡山、旗山、佛光山。

## 歷史
- 2001年、2002年，觀光局首度將原「臺北燈會」移師在高雄市愛河舉辦，取名為「高雄燈會」。
- 2003年，高雄市政府開始自行舉辦燈會，沿用「高雄燈會」名稱。
- 2007年總人次破400萬人次蒞臨觀賞。
- 2008年高雄市政府冀盼從「愛」的元素開始，營造出高雄有愛、幸福台灣的城市印象，活動主場域由愛河延伸至愛灣，首見的海上主燈、高空煙火及盛大水舞，強化高雄國際港灣城市的形象，改名為「高雄燈會藝術節」。
- 2008年2月16日～3月2日，共計舉辦16天，總人次破694萬人蒞臨觀賞。
- 2009年總人次破751萬人蒞臨觀賞。
- 2010年2月20日～3月7日，共計舉辦17天，總人次破803萬人蒞臨觀賞。
- 2011年2月12日～2月28日，共計舉辦17天，總人次破900萬人蒞臨觀賞。
- 2012年1月29日～2月6日，一連舉辦9天。
- 2013年2月16日～24日，一連舉辦9天。
- 2013年為配合海洋文化及流行音樂中心及高雄捷運環狀輕軌動工，最後一次於光榮碼頭舉行燈會。
- 2014年1月28日～2月23日，一連舉辦27天。
- 2015年2月21日～3月15日，一連舉辦23天。
- 2016年2月10日～2月22日，一連舉辦13天。
- 2017年1月30日～2月12日， 一連舉辦14天。
- 2018年2月18日~3月3日， 一連舉辦14天，總人次破301萬人蒞臨觀賞。
- 2019年2月9日～2月20日， 一連舉辦12天。
- 2020年1月29日～2月9日， 一連舉辦12天。
- 2020年1月29日～2月9日， 一連舉辦12天。
- 2021年因新冠肺炎疫情停辦一次。
- 2022年2月1日～2月28日台灣燈會睽違20年回到高雄， 一連舉辦28天。
- 2023年1月26日～2月5日， 一連舉辦12天。
- 2024年1月27日～2月25日， 一連舉辦30天。
- 2025年1月25日～2月16日， 一連舉辦23天。

## 特色燈區
- 主燈區：興建10公尺以上之巨型主燈，並搭配音樂、水舞及煙火秀展演。
- 燈海區：於中正橋、高雄橋(五福橋)、鐵道橋、光榮碼頭、真愛碼頭及愛河兩岸裝飾。
- 國際燈區：代表各國的燈藝文化（如：菲律賓、泰國、印度、韓國、美國等）。
- 祈福燈區：提供免費的祈福卡供民眾將心願寫於卡片上，並高高掛上，祈求心願能實現。
- 花車燈區：由民間人士或公司行號，廟宇所提供、製作之特色大型花燈。
- 花燈競賽區：由全國中、小學及社會人士製作之中、小型花燈。

## 周邊活動
- 主舞台：邀請多組藝人、姊妹市表演團體表演，主持人不時也將和台下民眾玩遊戲，並贈送小禮品給予玩遊戲者。
- 美食區：提供嚴選台灣在地夜市的傳統特色美食小吃。
- 街藝區：以不定點游動的表演方式，悠走在該路段上，加上靜態的燈飾展示、街藝創作，囊括音樂、雜耍、戲劇、行動藝術、傳統藝術、手工藝創作、金屬工藝、繪畫、雕塑等。
- 燈謎舞台：舉辦猜燈謎的活動，搭配魔術秀的表演，並提供獎品給予猜中燈謎者。
- 水上舞台：邀請俄羅斯團體進行空中特技表演，融合水、空、地三視覺搭配，於河道中央演出。
- 歡樂世界：邀請劍湖山世界，供大人小孩於燈會中也能盡情的遊玩。
- 攝影比賽：以燈會或燈會藝術節系列活動為題材，並於活動結束後公佈得獎作品，並頒發獎金及獎盃或獎狀。
- 小提燈：配合生肖製作的限量紙雕題燈，通常於燈會開幕當天或元宵節，下午5點開始免費發放給民眾，發完為止。

## 歷年燈會
| 年度 | 歲次 | 生肖 | 地點 | 燈會主題                                            | 主燈                                                      | 簡介／特色 | 主燈保存                                                             |
| ---- | ---- | ---- | --- | --------------------------------------------------- | --------------------------------------------------------- | --- | -------------------------------------------------------------------- |
| 1998 | 戊寅 | 虎   | 高雄市文化中心 愛河 高雄85大樓 | 乘風破浪開大運                                      | 海之眼                                                    | |                                                                      |
| 1999 | 己卯 | 兔   | |                                                     |                                                           | |                                                                      |
| 2000 | 庚辰 | 龍   | |                                                     |                                                           | |                                                                      |
| 2001 | 辛巳 | 蛇   | 愛河 仁愛公園 新光碼頭 | 鰲躍龍翔 高雄燈會                                   | 鰲躍龍翔                                                  | 主燈以鰲龍為主題，12.5公尺，基座12.5公尺，總高度25公尺，總重3公噸，取名「鰲躍龍翔」之意就是「鯉魚跳躍過龍門化成龍」，“鰲”立於愛河畔，代表高雄的蛻變。 | 現置於愛河東畔，民生路底。                                           |
| 2002 | 壬午 | 馬   | 愛河 仁愛公園 新光碼頭 | 馳騖寰宇 高雄燈會                                   | 馳騖寰宇                                                  | 主燈以馬為主題，含基座最高達20公尺，坐落於愛河河道上。 | 現置於楠梓陸橋旁，乘臺鐵／高雄捷運，經過楠梓／後勁路段亦可看見。     |
| 2003 | 癸未 | 羊   | 愛河 新光碼頭 | 旗鼓飛揚 高雄燈會                                   |                                                           | 展現「海洋首都」的地方特色為主軸，結合國際旗鼓節，以劇場的概念為愛河注入聲、光、雷射、煙火等元素，以取代往年「主燈」展演，另外也將富有高雄地方特色的「燈會觀光船」，及全國唯一環繞市區的高雄臨港線「嘟嘟火車」納入活動中。 |                                                                      |
| 2004 | 甲申 | 猴   | 愛河 新光碼頭 | 旗鼓飛揚 高雄燈會                                   | 高雄之光                                                  | 今年燈會也以「水」、「光」為特色，鄰近大樓以「光」妝點，市民藝術大道、城市風鈴步道等也都以「光」為主軸，營造出港都特有美感。 |                                                                      |
| 2005 | 乙酉 | 雞   | 愛河 新光碼頭 | 高雄燈會 旗鼓嘉年華                                 | 高雄之光                                                  | 用2009個高字小燈疊成一個大「高」字主燈，在「高」字聖火台旁有展示「世運會」比賽項目的柱子，凸顯市府配合2009年世界運動會在高雄舉行的主題訴求，主燈透過光和水的韻律，可欣賞到一場結合「水、火、聲、光」的音樂饗宴。 |                                                                      |
| 2006 | 丙戌 | 狗   | 愛河 光榮碼頭 | 水岸花香 真愛高雄                                   | 水岸花香愛河之眼                                          | 主燈高度高達20公尺、直徑約20公尺、總重約70公噸，不僅藉由四面花瓣〈共16片花瓣〉之四種顏色，代表台灣四大族群「閩南」、「客家」、「外省」及「原住民」，並藉由全彩高效率LED投光燈照明之顏色變化，代表四大族群之融合！更透由自動化之設計，主體可展現350度來回旋轉、花瓣可開閤自如，是具有現代科技動感的主燈。 |                                                                      |
| 2007 | 丁亥 | 豬   | 愛河 光榮碼頭 | 高雄燈會 永恆之光                                   | 永恆之光                                                  | 主燈高15公尺寬25公尺，以高雄市最初的住民馬卡道族為造型，以時間的概念切入，以日晷為環形設計，同時將12生肖化成世運12個項目，透過雙手高舉火把向天之勢，手舉永恆之光，意喻著高雄將如同穹蒼中的永恆星光，讓世界都看得見。 - 小提燈：飛天黃金山豬，身著象徵世運在高雄的幸運標誌，鼓動世運龍舟勇往直前的精神，引領高雄起飛，邁向國際化關鍵的一年。 | 現置於成功路、前鎮河旁，乘高雄捷運環狀輕軌，經過C5／C6路段亦可看見。 |
| 2008 | 戊子 | 鼠   | 愛河 光榮碼頭／真愛碼頭 | 愛‧幸福                                             | 金鼠迎世運                                                | 主燈高20公尺，為全台最高的主燈，重約12公噸，特別採用了全LED燈管的設計，主燈金鼠裡頭的LED燈管，裝設了多層次燈光的變化，讓金鼠在點燃時更具多彩變幻的面貌。 - 小提燈：水精靈寶寶，以2009世運吉祥物「水精靈寶寶」為設計主軸，搭配3D配色效果，呈現立體的造型。 |                                                                      |
| 2009 | 己丑 | 牛   | 愛河 光榮碼頭／真愛碼頭 | 愛‧幸福                                             | 犇牛迎世運                                                | 主燈以一對牛角高高舉起一顆大愛心，象徵傳揚「愛‧幸福」的燈會精神。牛角的光彩變化則採用2009高雄世運四大主題顏色：橙、紅、綠、藍，沿用去年的主調「愛‧幸福」，傳揚「愛‧幸福」是2009燈會的精神主軸。結合今年高雄市國際性的重點活動「世界運動會」，燈會的主視覺與LOGO設計有更豐富多元的意涵。 - 小提燈：世運牛，可愛的黃色台灣小水牛閃爍著一雙汪汪大眼，身體透出溫和的光芒，惹人疼愛，並以代表「2009世界運動會」的彩帶「高」字做成小燈上方拉提帶。 |                                                                      |
| 2010 | 庚寅 | 虎   | 愛河 光榮碼頭／真愛碼頭 | 愛‧幸福                                             | 福虎生豐                                                  | 主燈高18公尺，以半站立的型態，輕閉的嘴巴呈現祥和、穩重之姿，象徵著大高雄的未來與展望，竭誠迎接來自各地的民眾；豎起了耳朵以精神奕奕的姿態迎春納福，象徵著為新的一年帶來圓滿豐收、風調雨順、國泰民安與祥和樂利的幸福。腳下有著代表廣納四方之財的通寶，象徵著為全台灣召來源源不絕滾滾而至的金錢與福氣。 - 小提燈：如意虎，全台唯一頭戴式元宵燈籠，有別於以往提燈的方式，採用LED七彩小燈。 |                                                                      |
| 2011 | 辛卯 | 兔   | 愛河 光榮碼頭／真愛碼頭 岡山河堤公園                                                                                              | 愛‧幸福                                             | 高県市之星                                                | 主燈高15公尺，寬12.4公尺的大型水上雙兔燈座，左為代表原高雄電音三太子，以高雄的高取名字為『高』太子。右以代表原高雄縣的宋江陣，取祖師爺宋江–田都元帥，及高雄的「雄」字，命名為雄元帥，取名高県市之星，意涵著大高雄將攜手邁向新紀元、迎接彩色新未來，像一顆閃耀在愛河流域上的明日之星。 - 高雄市及高雄縣合併成為大高雄，延續「愛‧幸福」的主題，燈會場域歷年最大，由愛河延伸至岡山河堤公園，推出全國首次施放總長約500公尺的環港煙火及可愛幸福兔造型煙火，並於河東路光藝術廊道展出十國文化燈飾。 - 小提燈：高耀兔，兔燈高戴、頭頂光明、光耀四方，故名高耀兔，亦有光耀高雄之意，用色彩以熱情黃色為基底，象徵熱情的高雄，加上七彩的水波紋飾，跟去年一樣為頭戴式元宵燈籠。 |                                                                      |
| 2012 | 壬辰 | 龍   | 愛河 光榮碼頭／真愛碼頭 岡山河堤公園 旗山                                                                                         | 飛龍在天                                            | 青龍 2012龍 魚躍龍門 如意龍 發財龍                        | 主燈由書法大師張炳煌與雕刻大師王秀杞聯手打造，擺開以往單一座主燈的概念，在光榮碼頭與真愛碼頭之間的海面上矗立五座龍形裝置藝術，書法中「龍」字的流暢線條透過雕塑手法呈現，港灣聲光水舞秀，特別加入水上燈飾共同參與演出，在水舞變化上，更引進全國首次曝光「跑動式太陽水煙花」。 - 小提燈：高昇龍。 |                                                                      |
| 2013 | 癸巳 | 蛇   | 愛河／光榮碼頭 岡山河堤公園 旗山 佛光山                                                                                           | 愛‧幸福                                             |                                                           | 將「愛．幸福」作為出發點，結合各國特色花燈、鐵道橋「Ｄｉｏｓ Ｍｉｏ驚奇聲光劇場」、浪漫的威尼斯貢多拉遊船以及活動金字招牌──全台唯一的「環港煙火」，並以「多元、創新、國際化」的角度為訴求！ - 小提燈：百變福小龍，Q版百步蛇的造型，還戴著象徵智慧和學問的眼鏡，造型則是魯凱族、排灣族精神象徵的重要圖騰，背後設計成兩層扇型的螺旋盤，透著燈光，可以讓燈光看起來更立體。 |                                                                      |
| 2014 | 甲午 | 馬   | 愛河／三多商圈／ 五福商圈／新光園道／ 中山路：新光～美麗島站 五福路：林森～愛河 成功路：三多～高雄展覽館 岡山河堤公園 旗山 佛光山 | 愛‧幸福 岡山耀幸福                                  |                                                           | 不再拘泥於盛大高空煙火及眾星舞台表演、賞燈也不再拘限於河港周邊單一場域，而是充分發揮燈節的原意，讓今年燈會主角就是「燈」，還原年節歡樂同慶的張燈結綵氛圍，規劃豐富童趣的燈飾光雕，營造街角道路處處有燈、處處可賞燈的氣氛 - 小提燈：樂活馬，設計以客家花布的色彩加上可愛桐花妝點，今年高雄燈會也首創，為小提燈做了桃紅和粉藍二色一對。 |                                                                      |
| 2015 | 乙未 | 羊   | 愛河／中央公園／ 鼓山天空雲台／ 打狗鐵道文化園區 岡山河堤公園 旗山 佛光山                                                         | 愛.幸福-幸福洋溢 岡山幸福飛羊 旗美迎新春.幸福通通來 | 高雄之眼                                                  | - 小提燈：活荔羊 |                                                                      |
| 2016 | 丙申 | 猴   | 愛河 岡山壽天宮 旗山 佛光山 | 愛.幸福-雄猴 福壽齊天 金猴吔 旗山萌亮點             |                                                           | - 小提燈：充滿活力的香蕉船猴，穿著象徵勇敢的水手服，搭乘著高雄的名產”香蕉”造型的香蕉船，輕鬆的划著船槳，帶領著一同來去欣賞高雄的美景。划啊划，划啊划，旁邊還有著可愛的小猴子同行呢，讓我們大家一起帶個美好的心情，來去遊高雄囉。提燈特色 香蕉船猴的船槳會隨著提燈自然擺動，小猴子也會搖搖擺擺。 - 配合2016年高雄美濃地震賑災祈福，煙火暫緩施放至2月18日起恢復施放。 |                                                                      |
| 2017 | 丁酉 | 雞   | 愛河／光榮碼頭／西子灣 岡山壽天宮 旗山 佛光山                                                                                     | 幸福雞立 歡喜福運迎金雞 金雞報喜·聞雞旗福           |                                                           | - 小提燈：「旺來雞」象徵幸福、好運旺旺來，充滿幸福的好運及嘉年華的豐富色彩，將帶給民眾幸福好運旺旺一整年。 |                                                                      |
| 2018 | 戊戌 | 狗   | 愛河 岡山公園 旗山 佛光山 | 好運旺旺來 藝遊岡山旺旺年 愛旗福旺旺年              |                                                           | - 小提燈：「旺來狗」的設計以金黃色為主，呈現高雄的熱情及「鳳梨」的色彩，海洋首都的水藍加上城市綠意的上翹尾巴，象徵後勢看俏；鳳梨型的提帶，提供小提燈彈力，讓它更具活力，鳳梨提把亦可變於為頭戴燈，旺來狗會隨著人的走動來頻頻點頭晃耳，為精彩的高雄燈會增添更多的樂趣與話題。 |                                                                      |
| 2019 | 己亥 | 豬   | 愛河 佛光山 岡山公園 旗山 | 水噹噹 金銀河 諸事旗如意 珠豬迎金福                 |                                                           | - 小提燈：「鴻運豬」的設計以金黃色為主，呈現高雄的熱情及豐富的文化，海洋首都的水藍加上城市綠意的側身，配上原住民圖意象的點綴，象徵高雄市個宜居、樂活、悠遊的好地方。鳳梨型的提帶，提供小提燈彈力，讓它更具活力，鴻運豬亦可變為頭戴燈，可愛的小豬趴在頭頂，對人微笑散播友善歡愉的氣氛，為精彩的高雄燈會增添更多的樂趣與話題。 |                                                                      |
| 2020 | 庚子 | 鼠   | 愛河 佛光山 岡山公園 旗山 | 雙春迎金.愛高雄                                     | 快樂出帆                                                  | 由林磐聳創作的主燈《快樂的出帆》，以「高」字為主體造型，象徵高雄「向上向善」的意念，並以「大船入港」的姿態，期望著高雄能乘風破浪、快樂出航、滿載而歸、平安返鄉。由醒吾科技大學設計的《鼠光 2020》，則需要大家齊心與裝置互動，才能開創「鼠光」。 - 小提燈：「鼠一鼠二」能看到親子老鼠悠哉地在愛河上搭乘貢多拉船，三角立體空間呈現老鼠划船、摩天輪畫面。只要前後晃動，就可以讓小老鼠們擁抱在一起；燈會結束後還能將小提燈展開，插入相片，立刻變成相框！ |                                                                      |
| 2021 | 辛丑 | 牛   | 岡山公園 | 竹光織影                                            |                                                           | 因應COVID-19疫情影響，本年度停辦一屆 - 小提燈：「牛揹揹」提燈造型靈感來自於高雄流行音樂中心，以幾何切面的具象式牛頭呈現，演繹出科技、時尚的風格；提燈連接背帶可兼具提燈與包包的功能，可頸掛、側揹或斜揹，成為搭配造型的一個亮眼配件。 |                                                                      |
| 2022 | 壬寅 | 虎   | 高雄市 鹽埕區、苓雅區 亞洲新灣區 & 鳳山區 衛武營國家藝術文化中心周邊                                                              | 聚光台灣．高雄發光                                  | 鳳彩飛舞                                                  | 2022年臺灣燈會在高雄，故與之合併舉辦。 - 小提燈：「大吉虎」將傳統虎爺的兇猛外型，轉變成外表圓滾的可愛樣貌，將神明的威嚴轉化得更加溫和且平易近人。大大的虎掌，寫著「大吉」和「大利」，祭祀虎爺時的供品，也做成可愛的小配件，希望在疫情肆虐的今日，能給人精神上滿滿的療癒和安心感。 | 花蓮縣 鳳林鎮 鳳林遊憩區                                             |
| 2023 | 癸卯 | 兔   | 高雄市 左營區 蓮池潭風景區 | 高雄蓮潭燈會                                        | 「萌兔隊長-ㄇㄚˊ幾」（靜態主燈） 「光舞蓮潭」（動態主燈） | - 小提燈：「雄meet兔」提燈設計概念是以幾何切面具象式的免子公仔造型來呈現，站立的姿態就像洋娃娃一樣，運用帶灰調的粉彩色做搭配，強調手工縫線，充分將時尚的元素融合在這盞提燈之中，搭配呆萌的笑臉，結合高雄意象，設計出一款可愛又有趣的提燈，可以隨心情搭配不同的衣服配件，讓大小朋友在元宵節的時候，來高雄遇見（meet）兔，讓「雄meet兔」更加可愛迷人。 |                                                                      |
| 2024 | 甲辰 | 龍   | 高雄市 鹽埕區 愛河灣 & 16~18號碼頭                                                                                                | 2024 Kaohsiung Wonderland 冬日遊樂園                | 黃色小鴨                                                  | *小提燈：「小萌龍呆腦獸」以Dinosaur為諧音取名，綠色暴龍裝外型吸睛之外，頭部更有著「旋轉變臉設計」，能快速轉變4種角色，包含黃色小鴨或是觀光大使高雄熊、小兔子，以及一面留白供大家自由創作表情包；手部能做出揮手、擁抱動作。 |                                                                      |
| 2025 | 乙巳 | 蛇   | 高雄市 鹽埕區 愛河灣 & 16~18號碼頭                                                                                                | 2025 Kaohsiung Wonderland 冬日遊樂園 微幸福的生活感 | 吉伊卡哇                                                  | *小提燈：「吉伊卡哇」以吉伊卡哇造型設計，結合紙雕提燈工藝，打造出小吉開車車的可愛模樣。 |                                                                      |

## 燈會主題曲
- 2006年：輕騎兵進行曲
- 2008年：MV
- 2009年：MV[2]、五月天-突然好想你／離開地球表面
- 2011年：丁噹-Symphony／夢交響
- 2013年：Two steps from hell-Strength of a Thousand Men／Norwegian Pirate、歐洲合唱團-The Final Countdown（Dios Mio 驚奇聲光劇場）
- 2014年：魔力紅-Moves Like Jagger、五月天-入陣曲
- 2015年：大衛·加勒特-Viva La Vida
- 2016年：ERA-The Mass、小蘋果-管樂版、Orpheus in the Underworld(Can-Can)

## 外部連結
- 2019高雄燈會藝術節（页面存档备份，存于）
- 2019高雄燈會藝術節官方粉專的Facebook專頁
- 2019旗山春節活動-諸市旗如意官方粉專的Facebook專頁